# Nuestros Clásicos
Nuestros Clásicos (en catalán, Els Nostres Clàssics) es una colección de libros iniciada en el 1924 en Barcelona por la Editorial Barcino, bajo la dirección de Josep Maria de Casacuberta, hasta su muerte en 1985, con el propósito de poner al alcance del público una selección de la literatura catalana anterior al siglo XVI.
Hasta el 1935 aparecieron 42 números, impresos pulcramente y esmerados por los mejores especialistas. Durante la guerra civil española se interrumpió la edición y no se retomó hasta el 1946, con un ritmo lento pero con un gran valor erudito. En el 1987 llegó a los 123 volúmenes, que comprenden tanto obras originales en catalán como traducciones.
En el 1997 recibió la Cruz de Sant Jordi. 

## Algunos Libros de la Colección
- Bernat Metge Lo Somni, editado en 1925,
- Giovanni Boccaccio El Decameró I y II editado en 1926 y 1928,
- Jordi de Sant Jordi Poesies, editado en 2005,
- Joan de Gal·les Breviloqui, editado en 1930,
- Ramon Llull Llibre de les meravelles del món I-IV
- Girolamo Manfredi Quesits o perquens
- Arnau de Vilanova Obres catalanes
- Sant Gregori Magne Diàlegs
- Sant Vicent Ferrer Sermons
- Epistolari de Pedro III
- Felip de Malla Correspondència poètica
- Francesc Eiximenis Cercapou I y II, editado en 1957, y Doctrina compendiosa.
- El llibre dels fets del rei en Jaume
- Arnau de Lieja Recull d'exemples i miracles ordenat per alfabet
- Anónimo Bestiaris I y II, editado en 1963
- Francesc Moner Obres Catalanes, editado en 1970

- Datos: Q9051022
- Multimedia: Els Nostres Clàssics / Q9051022